# Montreal Institute for the Deaf and Mute

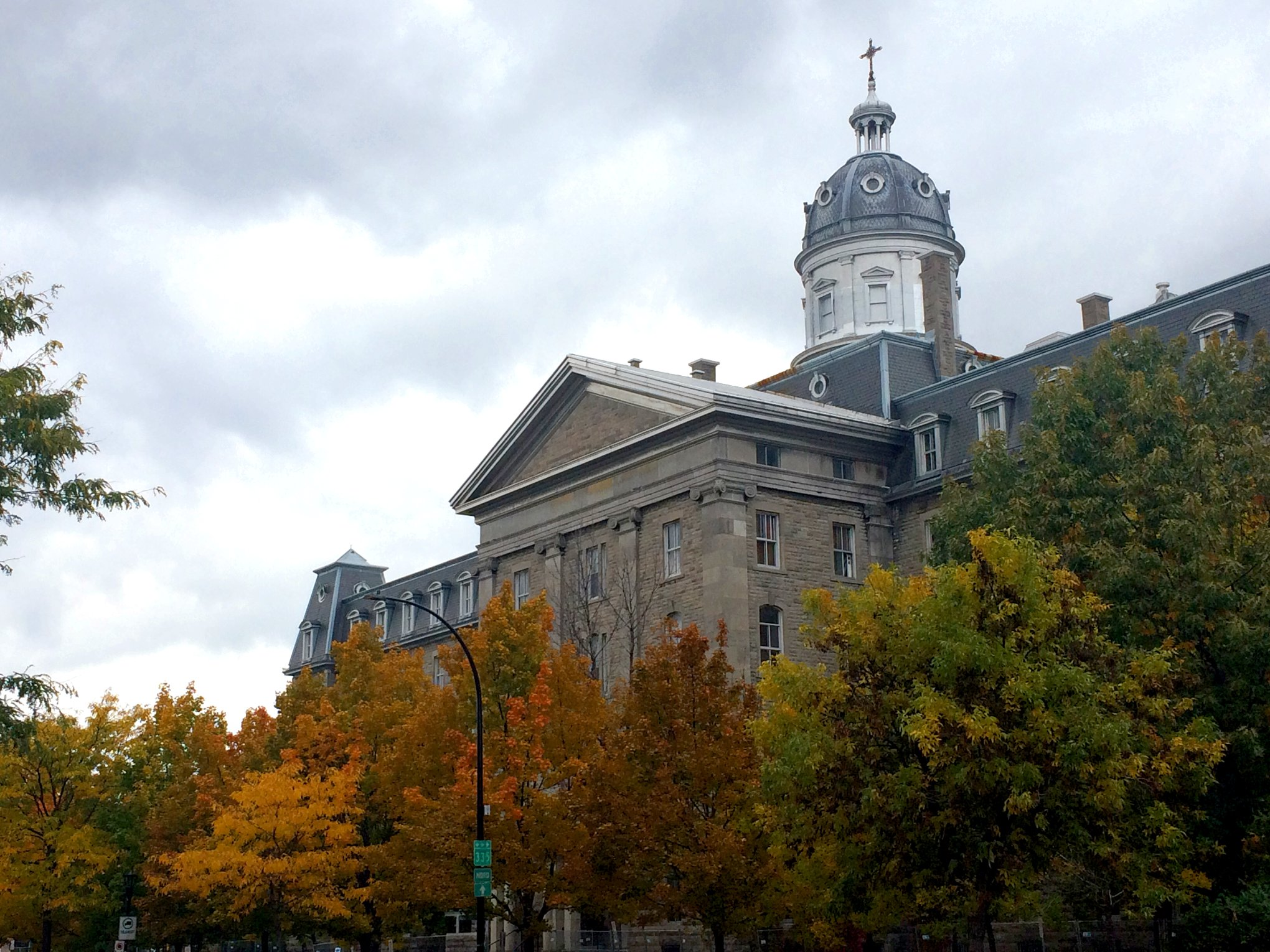
Gebäude des Montrealer Instituts für Gehörlose und Stumme (2019)

The Montreal Institute for the Deaf and Mute war ein Internat der Viatoristen in Montreal, das zwischen 1848 und 1983 betrieben wurde.

## Geschichte
Das Montreal Institute for the Deaf wurde 1848 als L'Institut catholique des Sourds-Muets (Katholische Schule für gehörlose Jungen) in Faubourg, einem Stadtteil im Nordosten Montreals, gegründet. Im Jahr 1850 zog das Institut in das Viertel Mile End an der Ecke Boulevard St-Joseph und Rue Saint Dominique in Montreal um. Bis 1887 wurden in der Schule Werkstätten für die Ausbildung von Handwerken wie Buchbinden, Schuhmacherei und Druckerwesen eingerichtet.
Im Jahr 1921 zog das Institut in ein neues Gebäude am Boulevard Saint-Laurent 7400 in Montreal um. Das Gebäude steht heute unter Denkmalschutz der Stadt Montreal.
Im Jahr 1983 stellte das Institut seinen Lehrbetrieb am Standort 7400 Boulevard Saint-Laurent ein.
Im folgenden Jahr änderte das Institut catholique des Sourds-Muets seinen Namen in L'Institut Raymond-Dewar (englisch: The Raymond Dewar Institute).

## Vorfälle
Im Jahr 2012 reichten 60 ehemalige Schüler des Instituts eine Sammelklage ein, in der sie behaupteten, von Priestern der Schule sexuell missbraucht worden zu sein. Der ursprünglichen Sammelklage schlossen sich weitere ehemalige Schüler an, sodass sich die Gesamtzahl der Kläger, die Missbrauch geltend machten, auf 150 Schüler erhöhte. Die Missbrauchsvorwürfe reichen zwischen 1942 und 1982. Die Kleriker von St. Viator widersprachen den Vorwürfen der ehemaligen Schüler nicht rechtlich. Dies führte im Jahr 2016 zu einem Vergleich in Höhe von 30 Millionen Dollar zwischen den Klerikern von St. Viator und dem Raymond Dewar Institute. Dieser Vergleich war der höchste, der jemals in der Geschichte Quebecs in einem Fall von sexuellem Missbrauch zugesprochen wurde. Der Vergleich, der vom Superior Court of Quebec genehmigt wurde, sah eine Zahlung von 20 Millionen Dollar von den Canadian Clerics of St. Viator und 10 Millionen Dollar vom Raymond Dewar Institute vor, so der Name der Schule im Jahr 1984.